# Bisdom Salgueiro
Het bisdom Salgueiro (Latijn: Dioecesis Salicensis) is een rooms-katholiek bisdom met als zetel Salgueiro, in Brazilië. Het bisdom is suffragaan aan het aartsbisdom Olinda e Recife.

## Geschiedenis
Het bisdom werd opgericht op 16 juni 2010, uit delen van de bisdommen Floresta en Petrolina. 

## Parochies
Het bisdom had in 2020 een oppervlakte van 17.932 km2 en telde 474.379 inwoners waarvan 86,8% rooms-katholiek was.

## Bisschoppen
- Magnus Henrique Lopes (16 juni 2010 - 12 januari 2022)
- José Vicente Pinto de Alencar da Silva (29 maart 2023 - heden)

Olinda e Recife (aartsbisdom) · Afogados da Ingazeira · Caruaru · Floresta · Garanhuns · Nazaré · Palmares · Pesqueira · Petrolina · Salgueiro